# 鹤群
鹤群创作于1969年，是一首纪念第二次世界大战中牺牲士兵的苏联俄语歌曲。

## 创作历史

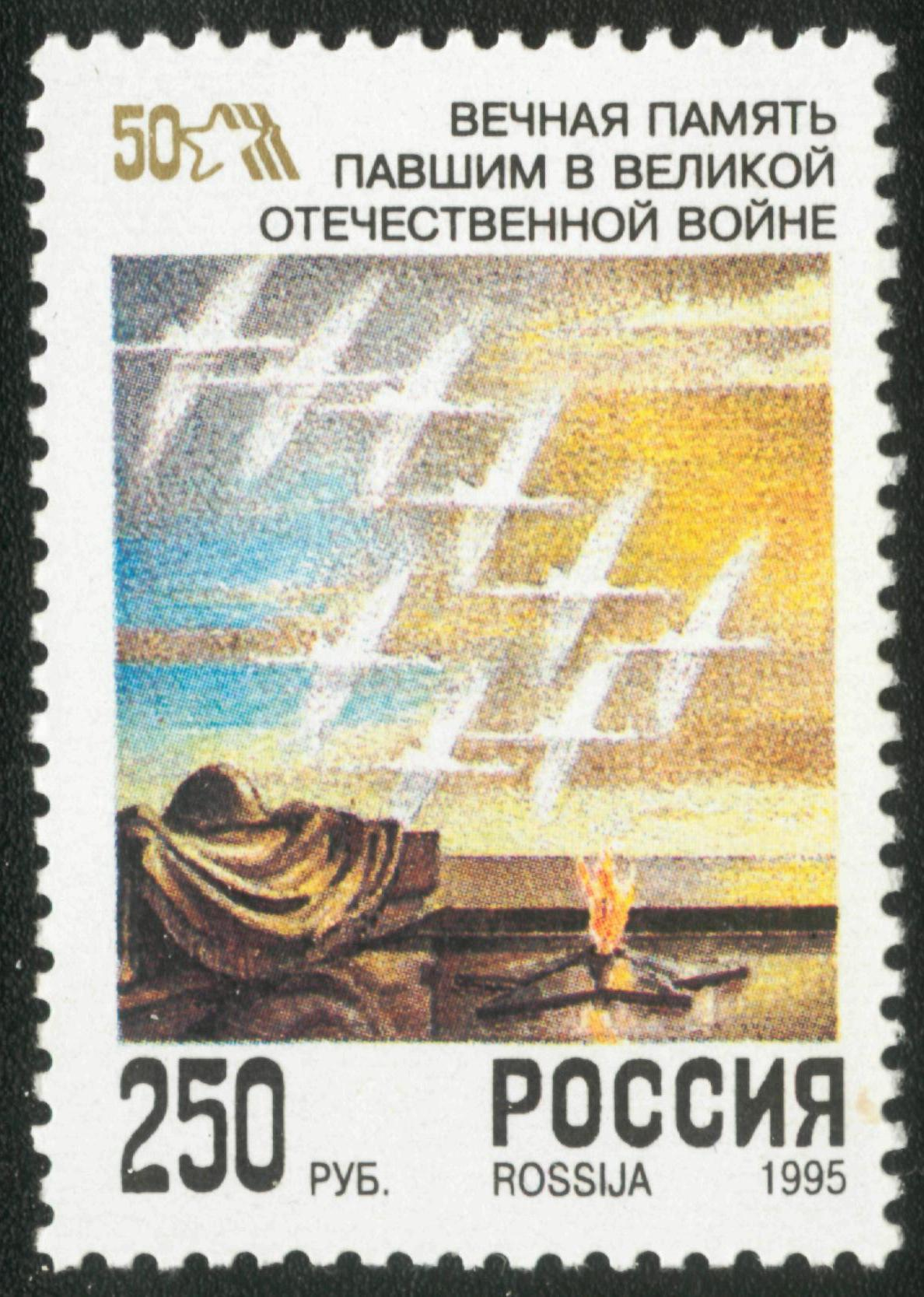
无名烈士墓上方飞过的鹤群，1995年俄罗斯纪念卫国战争胜利五十周年邮票。

达吉斯坦诗人拉苏尔·伽姆扎托夫赴日本广岛参加禁止原子弹氢弹世界大会时，对广岛和平纪念公园及其中纪念因核爆辐射而罹患白血病去世的佐佐木祯子纪念碑与其折纸鹤的事迹印象深刻。在访问日本期间，伽姆扎托夫接到电报获悉母亲去世，这使他沉浸在悲痛之中；回莫斯科的飞机上，伽姆扎托夫反复想起他逝去的父母、自己在卫国战争中牺牲的弟弟与佐佐木祯子的事迹，便提笔写下几句诗，是为鹤群歌词的开头。
有时候我总觉得那些军人，
没有归来，从流血的战场，
他们并不是埋在我们的大地，
他们已变成白鹤飞翔。
这首诗最初是用伽姆扎托夫的母语阿瓦尔语写就，其俄语译本措辞各异，最著名的一版由俄罗斯诗人和翻译家瑙姆·格雷布涅夫于1968年完成。
瑙姆·格雷布涅夫的译本在1968年第四期《新世界》杂志上发表，诗歌的内容引起了著名演员兼歌手马克·别尔涅斯的注意，略微修改歌词后，他邀请扬·弗伦克尔为这首诗作曲。弗伦克尔第一次演奏鹤群时，罹患肺癌的别尔涅斯泣不成声，尤其对“在那队列中有个小小空档，也许是为我留的地方。总会有一天我将随着鹤群，也飞翔在这黄昏时光”这几句歌词感触极深，因为这象征了他的命运；1969年7月8日，病重的别尔涅斯在儿子的协助下第一次录制鹤群，一个月后的8月16日，别尔涅斯逝世，安葬于新圣女公墓，鹤群也在他的葬礼上播放。鹤群在1969年8月的《地平线》杂志附带唱片中公开发行。根据弗伦克尔的说法，鹤群是马克·别尔涅斯录制发行的最后一张唱片，是他“真正的绝唱”。

## 文化影响

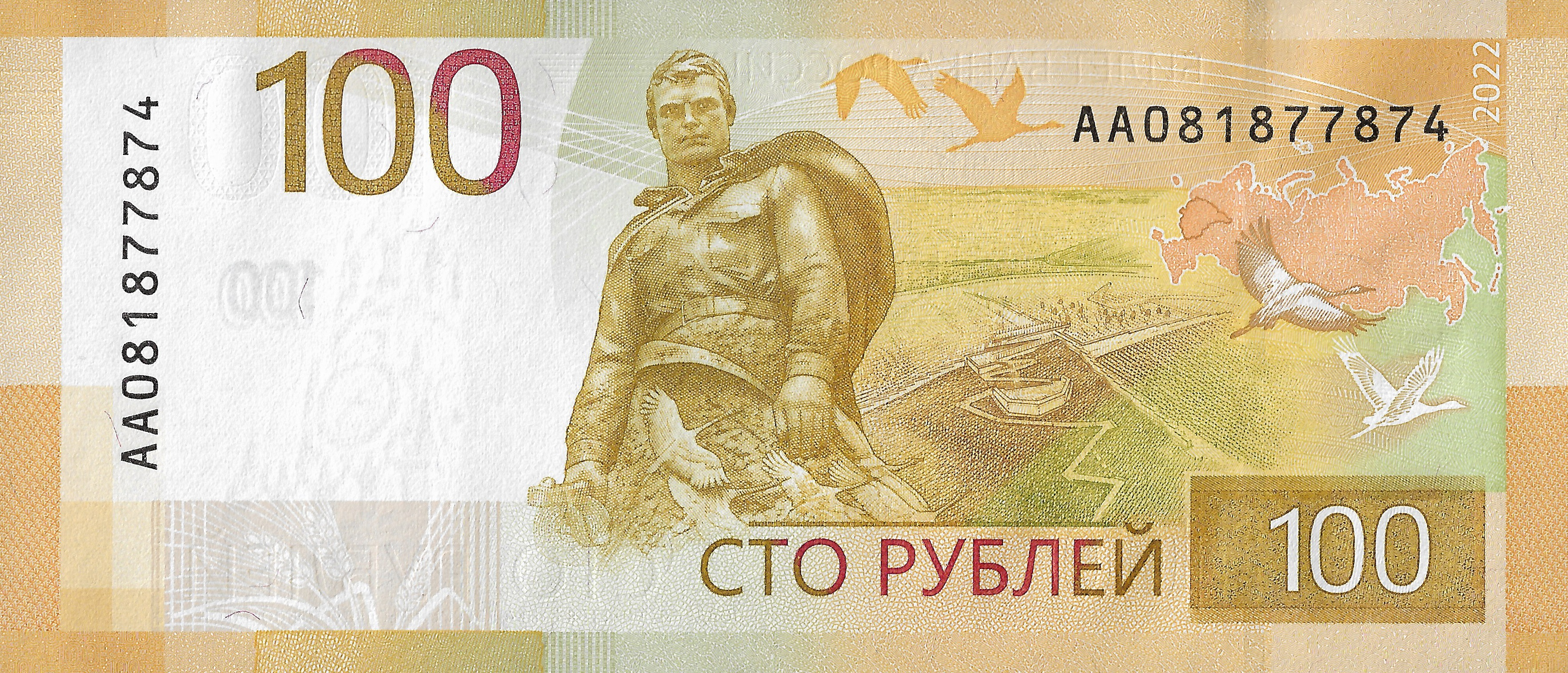
2022年新版100卢布纸币背面图案，取材于

时至今日，鹤群仍然是俄罗斯最流行的战争题材歌曲之一。
1995年，为纪念卫国战争胜利五十周年，俄罗斯发行了一套纪念邮票，其中的一张取材于歌词，描绘了无名烈士墓上方飞过的鹤群的情节。苏联及俄罗斯多地的卫国战争战士纪念碑均取材于歌曲的意象，包括2020年由普京和卢卡申科揭幕的勒热夫苏联士兵纪念碑。2022年俄罗斯央行发布的100卢布纸币背面也印有勒热夫苏联士兵纪念碑与盘旋其间的鹤群。